# 坎德拉
坎德拉（candela，符号：cd）或燭光，简称坎，是发光强度的单位，国际单位制七大基本单位之一，现代定义的1烛光就等于1坎。外文名candela是拉丁语，意为蜡烛。
1979年10月第十六届国际计量大会将坎德拉定义为：频率为540×1012Hz的单色辐射光源（黄绿色可见光）在某方向的輻射強度为{\displaystyle 1/683}瓦特每球面度，該輻射源在該方向的发光强度為1坎德拉。1坎德拉的点狀光源所發出的总光通量为4π流明。普通蜡烛的发光强度约为1燭光。
早期人们曾把1瓦白炽灯的发光强度称之为一烛光，例如25瓦就称为25烛光。其原因是100瓦白炽灯发出的光通量约400π流明，換算後每瓦的发光强度約為1燭光。
与通常测量辐射强度或测量能量强度的单位相比较，发光强度的定义考虑人的视觉因素和光学特点，是建立在人的视觉基础上。現代是以標準化的光度函數做轉換。